# Stanisław Koniuszewski
Stanisław Koniuszewski (ur. 21 listopada 1901 we Lwowie, zm. 9 listopada 1918 tamże) – polski gimnazjalista, Orlę Lwowskie.

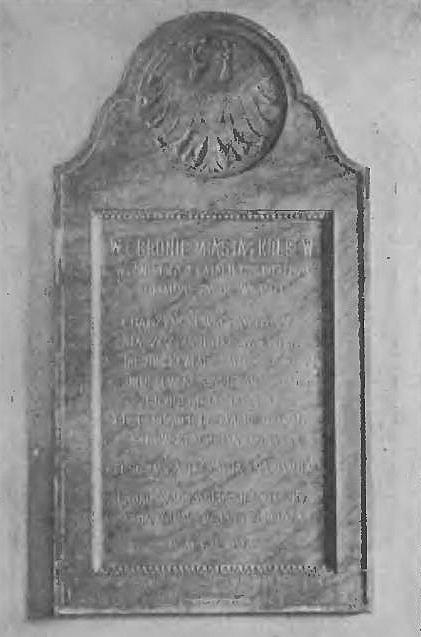
Tablica upamiętniająca poległych uczniów IV Gimnazjum we Lwowie

## Życiorys
Urodził się 21 listopada 1901 we Lwowie. W roku szkolnym 1918/1918 rozpoczął naukę w maturalnej VIII klasie w C. K. IV Gimnazjum we Lwowie.
U kresu I wojny światowej uczestniczył w obronie Lwowa podczas wojny polsko-ukraińskiej. Poległ 9 listopada 1918 w ogrodzie Kościuszkowskim, trafiony trzema lub pięcioma kulami (według innego źródła pod gmachem sejmu. Jego ciało pozostawało tam przez 9 dni z uwagi na prowadzony ostrzał. 30 listopada 1918 został pochowany tymczasowo koło Techniki. 5 stycznia 1919 jego zwłoki przeniesiono na Cmentarz Łyczakowski we Lwowie. Spoczął na tamtejszym Cmentarzu Obrońców Lwowa (kwatera VII, miejsce 439; według innej wersji kwatera IX, miejsce 611).
W latach 20. w westybulu gmachu IV Państwowego Gimnazjum im. Jana Długosza we Lwowie została ustanowiona tablica upamiętniająca uczniów szkoły poległych w walkach w obronie Lwowa i Kresów, a wśród wymienionych na niej był Stanisław Koniuszewski.
Zarządzeniem prezydenta RP Ignacego Mościckiego z 4 listopada 1933 został pośmiertnie odznaczony Krzyżem Niepodległości za pracę w dziele odzyskania niepodległości.